# Barjac (Lozère)
Pour les articles homonymes, voir Barjac.
Barjac est une commune française, située dans le centre du département de la Lozère en région Occitanie.
Exposée à un climat de montagne, elle est drainée par le Lot, la Ginèze et par divers autres petits cours d'eau. La commune possède un patrimoine naturel remarquable : un site Natura 2000 (les « falaises de Barjac et causse des Blanquets ») et deux zones naturelles d'intérêt écologique, faunistique et floristique.
Barjac est une commune rurale qui compte 791 habitants en 2022, après avoir connu une forte hausse de la population depuis 1968. Elle fait partie de l'aire d'attraction de Mende. Ses habitants sont appelés les Barjacois ou Barjacoises.

## Géographie

### Localisation
Barjac est une commune située dans la vallée du Lot, au confluent du Lot et de la Ginèze, entre Mende et Chanac en contrebas du causse de Changefège.

### Communes limitrophes
Les communes limitrophes sont  Balsièges, Chanac, Cultures, Esclanèdes, Gabrias, Mende et Monts-de-Randon.
|                      | Monts-de-Randon    | Mende     |
| Gabrias              | Barjac             | Balsièges |
| Esclanèdes, Cultures | Esclanèdes, Chanac |           |

### Climat
Pour des articles plus généraux, voir Climat de l'Occitanie et Climat de la Lozère.
En 2010, le climat de la commune est de type climat des marges montargnardes, selon une étude s'appuyant sur une série de données couvrant la période 1971-2000. En 2020, Météo-France publie une typologie des climats de la France métropolitaine dans laquelle la commune est exposée à un climat de montagne ou de marges de montagne et est dans la région climatique Sud-est du Massif Central, caractérisée par une pluviométrie annuelle de 1 000 à 1 500 mm, minimale en été, maximale en automne.
Pour la période 1971-2000, la température annuelle moyenne est de 10,2 °C, avec une amplitude thermique annuelle de 15,6 °C. Le cumul annuel moyen de précipitations est de 1 263 mm, avec 10,1 jours de précipitations en janvier et 5,7 jours en juillet. Pour la période 1991-2020, la température moyenne annuelle observée sur la station météorologique la plus proche, située sur la commune de Mende à 7 km à vol d'oiseau, est de 10,7 °C et le cumul annuel moyen de précipitations est de 846,1 mm,. Pour l'avenir, les paramètres climatiques de la commune estimés pour 2050 selon différents scénarios d'émission de gaz à effet de serre sont consultables sur un site dédié publié par Météo-France en novembre 2022.

### Milieux naturels et biodiversité

#### Réseau Natura 2000

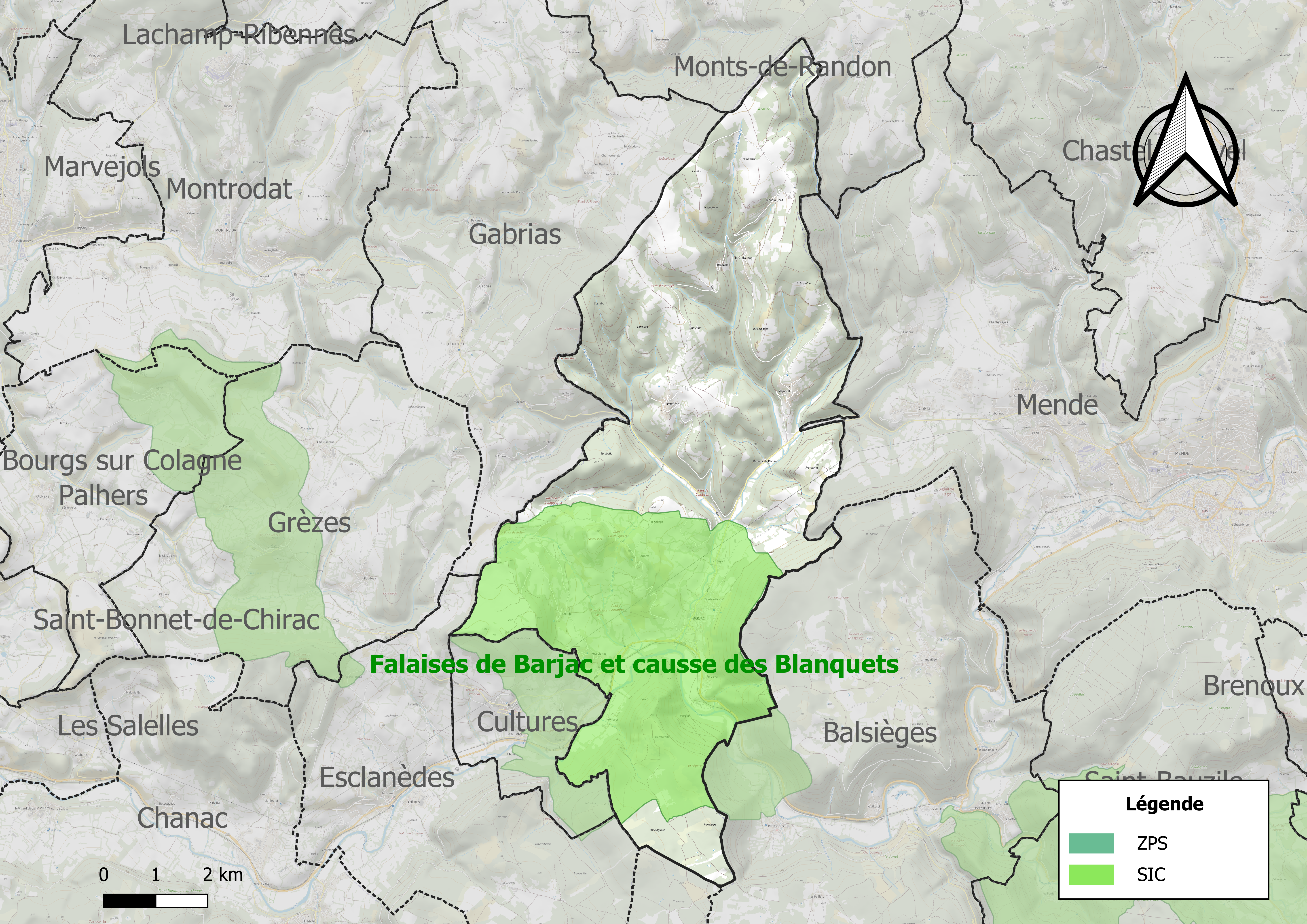
Site Natura 2000 sur le territoire communal.

Le réseau Natura 2000 est un réseau écologique européen de sites naturels d'intérêt écologique élaboré à partir des directives habitats et oiseaux, constitué de zones spéciales de conservation (ZSC) et de zones de protection spéciale (ZPS).
Un site Natura 2000 a été défini sur la commune au titre de la directive habitats : les « falaises de Barjac et causse des Blanquets », d'une superficie de 2 267 ha, constituant un biotope favorable pour de nombreuses espèces de chauve-souris de la directive habitats.

#### Zones naturelles d'intérêt écologique, faunistique et floristique

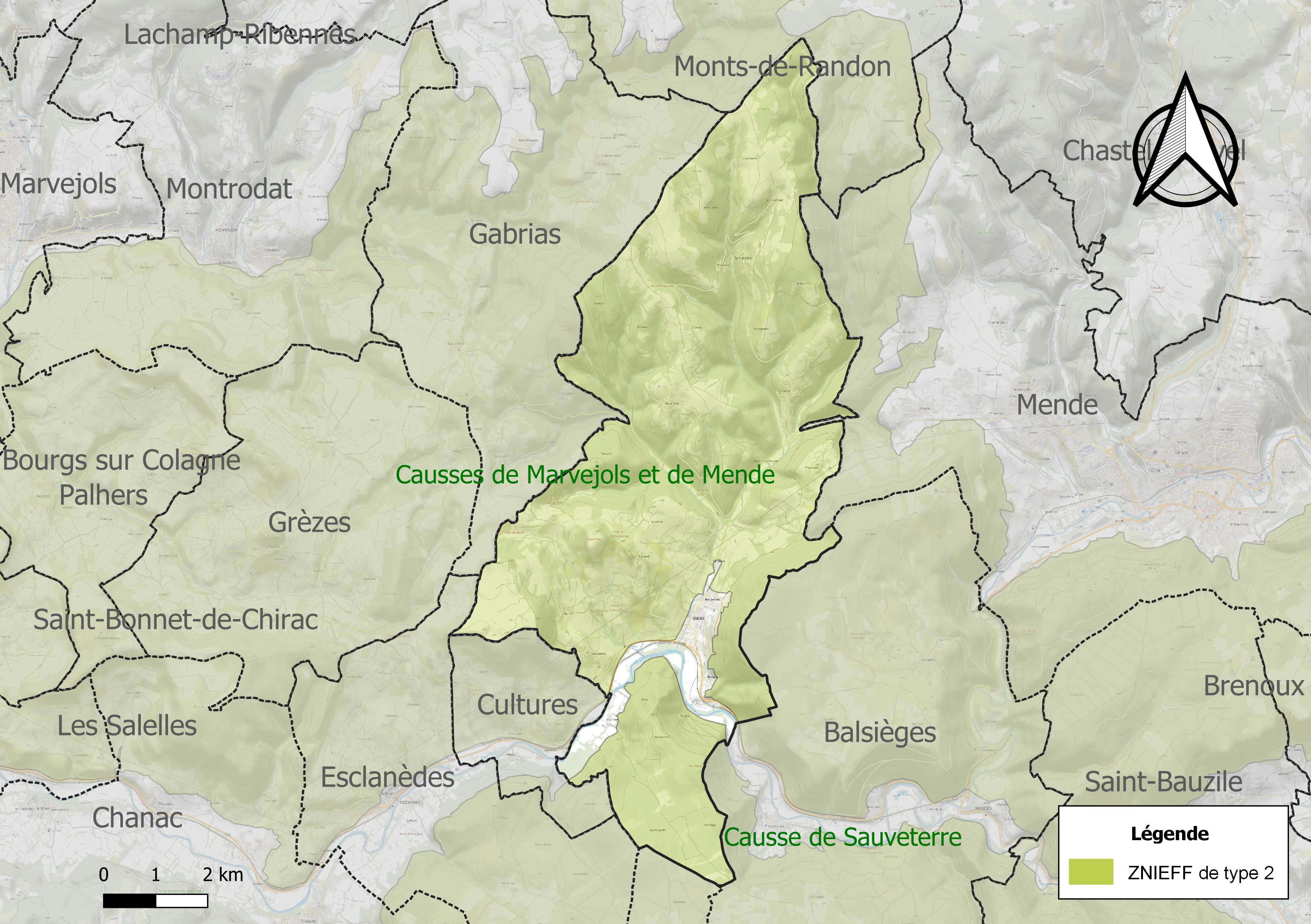
Carte des ZNIEFF de type 2 localisées sur la commune.

L’inventaire des zones naturelles d'intérêt écologique, faunistique et floristique (ZNIEFF) a pour objectif de réaliser une couverture des zones les plus intéressantes sur le plan écologique, essentiellement dans la perspective d’améliorer la connaissance du patrimoine naturel national et de fournir aux différents décideurs un outil d’aide à la prise en compte de l’environnement dans l’aménagement du territoire.
Deux ZNIEFF de type 2 sont recensées sur la commune :
- le « causse de Sauveterre » (19 759 ha), couvrant 11 communes du département[12] ;
- les « causses de Marvejols et de Mende » (18 190 ha), couvrant 24 communes du département[13].

## Urbanisme

### Typologie
Au 1er janvier 2024, Barjac est catégorisée commune rurale à habitat dispersé, selon la nouvelle grille communale de densité à sept niveaux définie par l'Insee en 2022.
Elle est située hors unité urbaine. Par ailleurs la commune fait partie de l'aire d'attraction de Mende, dont elle est une commune de la couronne,. Cette aire, qui regroupe 31 communes, est catégorisée dans les aires de moins de 50 000 habitants,.

### Occupation des sols
L'occupation des sols de la commune, telle qu'elle ressort de la base de données européenne d’occupation biophysique des sols Corine Land Cover (CLC), est marquée par l'importance des forêts et milieux semi-naturels (59,7 % en 2018), une proportion sensiblement équivalente à celle de 1990 (59,9 %). La répartition détaillée en 2018 est la suivante : 
forêts (54,1 %), zones agricoles hétérogènes (28,6 %), prairies (10,9 %), milieux à végétation arbustive et/ou herbacée (5,6 %), zones urbanisées (0,8 %). L'évolution de l’occupation des sols de la commune et de ses infrastructures peut être observée sur les différentes représentations cartographiques du territoire : la carte de Cassini (XVIIIe siècle), la carte d'état-major (1820-1866) et les cartes ou photos aériennes de l'IGN pour la période actuelle (1950 à aujourd'hui).

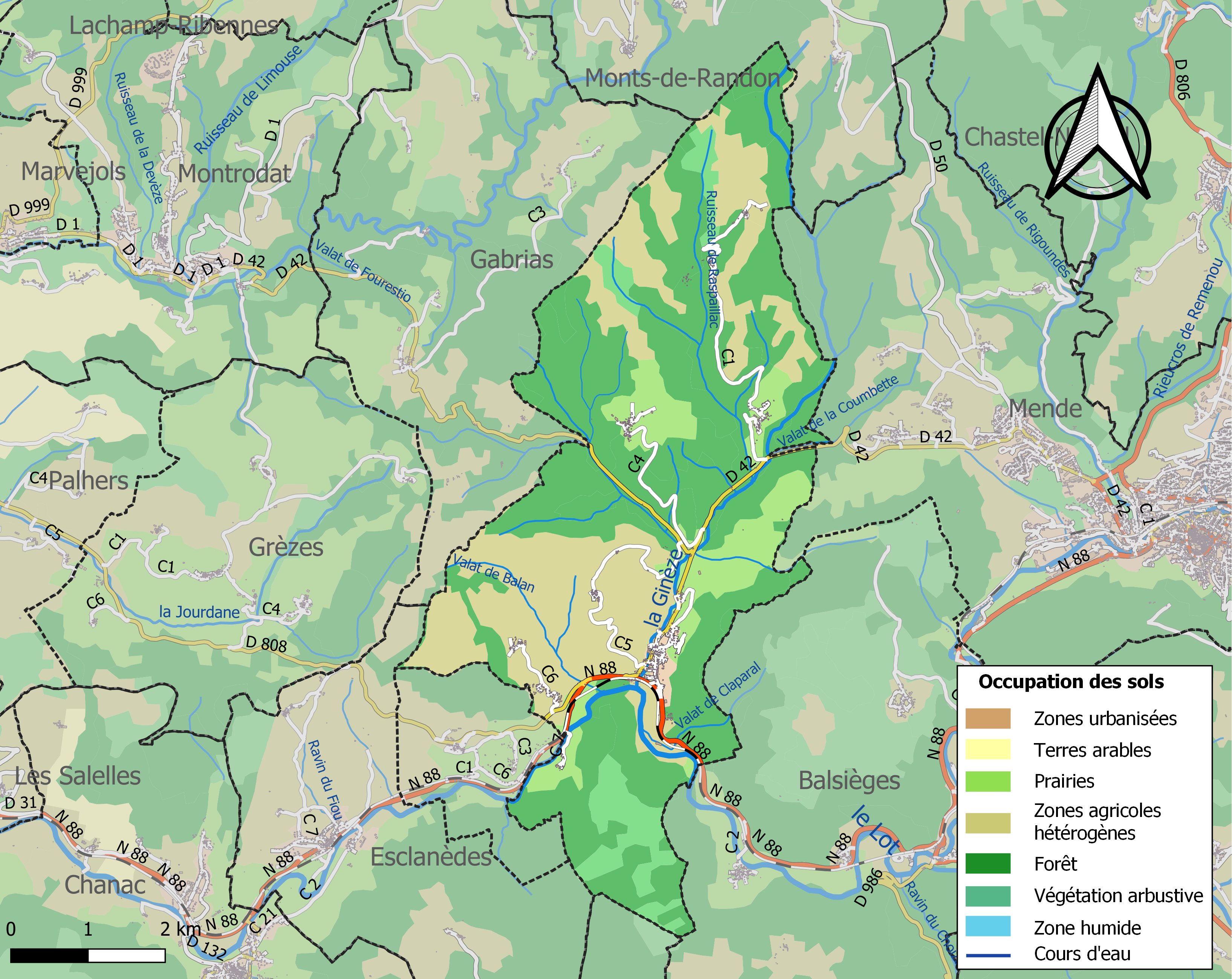
Carte des infrastructures et de l'occupation des sols de la commune en 2018 (CLC).

### Risques majeurs
Le territoire de la commune de Barjac est vulnérable à différents aléas naturels : météorologiques (tempête, orage, neige, grand froid, canicule ou sécheresse), inondations, feux de forêts, mouvements de terrains et séisme (sismicité faible). Il est également exposé à un risque technologique, le transport de matières dangereuses, et à un risque particulier : le risque de radon. Un site publié par le BRGM permet d'évaluer simplement et rapidement les risques d'un bien localisé soit par son adresse soit par le numéro de sa parcelle.

#### Risques naturels
La commune fait partie du territoire à risques importants d'inondation (TRI) de Mende-Marvejols, regroupant 17 communes concernées par un risque de débordement du Lot et de la Colagne ainsi que de certains de leurs affluents, un des 18 TRI qui ont été arrêtés fin 2012 sur le bassin Adour-Garonne. Les événements antérieurs à 2014 les plus significatifs sont les crues du 5 novembre 1994, une crue cévenole de référence (3,95 m mesurés à Mende), et des 4 et 5 décembre 2003, une crue méditerranéenne (3,80 m mesurés à Mende). Des cartes des surfaces inondables ont été établies pour trois scénarios : fréquent (crue de temps de retour de 10 ans à 30 ans), moyen (temps de retour de 100 ans à 300 ans) et extrême (temps de retour de l'ordre de 1 000 ans, qui met en défaut tout système de protection). La commune a été reconnue en état de catastrophe naturelle au titre des dommages causés par les inondations et coulées de boue survenues en 1982, 1994 et 2003,.
Barjac est exposée au risque de feu de forêt. Un plan départemental de protection des forêts contre les incendies (PDPFCI) a été approuvé en décembre 2014 pour la période 2014-2023. Les mesures individuelles de prévention contre les incendies sont précisées par divers arrêtés préfectoraux et s’appliquent dans les zones exposées aux incendies de forêt et à moins de 200 mètres de celles-ci. L’arrêté du 23 mars 2018, complété par un arrêté de 2020, réglemente l'emploi du feu en interdisant notamment d’apporter du feu, de fumer et de jeter des mégots de cigarette dans les espaces sensibles et sur les voies qui les traversent sous peine de sanctions. L'arrêté du 23 août 2021, abrogeant un arrêté de 2002, rend le débroussaillement obligatoire, incombant au propriétaire ou ayant droit,,.

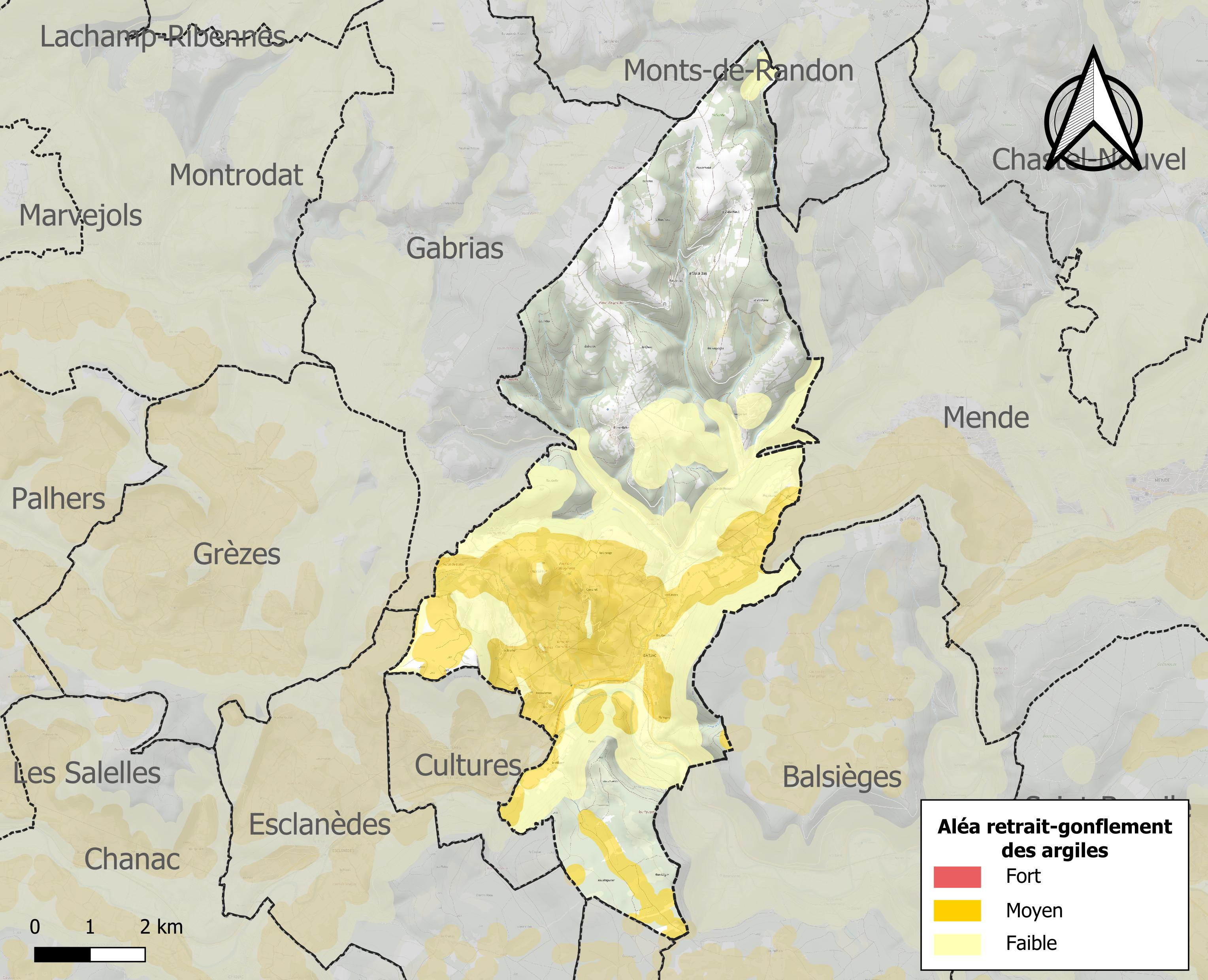
Carte des zones d'aléa retrait-gonflement des sols argileux de Barjac.

Les mouvements de terrains susceptibles de se produire sur la commune sont des affaissements et effondrements liés aux cavités souterraines (hors mines), des éboulements, chutes de pierres et de blocs, des glissements de terrain et des tassements différentiels. Par ailleurs, afin de mieux appréhender le risque d’affaissement de terrain, l'inventaire national des cavités souterraines permet de localiser celles situées sur la commune.
Le retrait-gonflement des sols argileux est susceptible d'engendrer des dommages importants aux bâtiments en cas d’alternance de périodes de sécheresse et de pluie. 25,3 % de la superficie communale est en aléa moyen ou fort (15,8 % au niveau départemental et 48,5 % au niveau national). Sur les 333 bâtiments dénombrés sur la commune en 2019, 172 sont en aléa moyen ou fort, soit 52 %, à comparer aux 14 % au niveau départemental et 54 % au niveau national. Une cartographie de l'exposition du territoire national au retrait gonflement des sols argileux est disponible sur le site du BRGM,.
Par ailleurs, afin de mieux appréhender le risque d’affaissement de terrain, l'inventaire national des cavités souterraines permet de localiser celles situées sur la commune.

#### Risques technologiques
Le risque de transport de matières dangereuses sur la commune est lié à sa traversée par des infrastructures routières ou ferroviaires importantes ou la présence d'une canalisation de transport d'hydrocarbures. Un accident se produisant sur de telles infrastructures est susceptible d’avoir des effets graves sur les biens, les personnes ou l'environnement, selon la nature du matériau transporté. Des dispositions d’urbanisme peuvent être préconisées en conséquence.

#### Risque particulier
Dans plusieurs parties du territoire national, le radon, accumulé dans certains logements ou autres locaux, peut constituer une source significative d’exposition de la population aux rayonnements ionisants. Certaines communes du département sont concernées par le risque radon à un niveau plus ou moins élevé. Selon la classification de 2018, la commune de Barjac est classée en zone 2, à savoir zone à potentiel radon faible mais sur lesquelles des facteurs géologiques particuliers peuvent faciliter le transfert du radon vers les bâtiments.

## Toponymie
Le nom de Barjac, porté également par deux autres communes du sud de la France, est constitué du suffixe -acum, très fréquent dans les toponymes d'origine gauloise et gallo-romaine et qui signifiait l'appartenance d'un domaine à une personne, accolé à un nom propre. Selon les hypothèses, ce nom serait Bargius ou Barbius.
Selon André Soutou, le nom de Cénaret, village surplombant Barjac, viendrait du latin "lieu où poussent les cardabelles" en référence à la cardabelle qui était consommée par les locaux comme une sorte d'artichaud.

## Histoire
Ce territoire était au Moyen Âge le siège de la baronnie de Cénaret, la plus petite des huit baronnies du Gévaudan, son influence étant limitée par la présence à l'est des terres des évêques et son territoire s'étendait jusque dans les gorges du Tarn. Elle est mentionnée à partir de 1152, elle disparait petit à petit face à l'influence des évêques de Mende successifs. Fortement endettée, elle leur vend ses terres progressivement, comme en 1207 où Bernard, Gilbert et Guillaume de Cénaret reconnaissent que le château inférieur de Cénaret nommé chaptalum est un alleu dépendant de l'Eglise de Mende, ou encore à Bramonas en 1252 où Odilon de Mercœur achète au baron de Cénaret une terre de la rive gauche du Lot.
L'ordre hospitalier du Saint-Esprit y avait implanté un hôpital, dont la présence est attestée en 1198. Durant cette période, Barjac occupe une position intéressante sur l'itinéraire muletier conduisant aux foires de Champagne. Dès 1291, il n'est plus mentionné.
Le château de cette seigneurie se trouvait le truc de Cénaret . En 1597, le château est rasé sous ordre du duc de Ventadour.
Au début du XVIIIe siècle, la paroisse de Barjac compte 124 familles selon les mémoires historiques de Jean-Baptiste L'Ouvreleul.
Des mines de baryte sont exploitées au nord de la ville de Barjac jusqu'en 1930, faisant sa richesse au début du XXe siècle.
En juin-juillet 1856 des pluies diluviennes provoquent l'effondrement d'un pan du truc de Cénaret.
Le 15 août 1944, de jeunes Résistants du maquis de Haute Lozère se rendent dans la vallée du Lot pour une mission de sabotage, dénoncés et trahis, ils tombent dans une embuscade peu après la sortie de Barjac, 25 d'entre eux sont tués dans les combats,. Une stèle située le long de la RN88 leur rend hommage.
Le 31 décembre 2016, Barjac se retire de la communauté de communes du Pays de Chanac et intègre la communauté de communes Cœur de Lozère.

## Politique et administration

### Découpage territorial
La commune de Barjac est membre de la communauté de communes Cœur de Lozère, un établissement public de coopération intercommunale (EPCI) à fiscalité propre créé le 14 décembre 2001 dont le siège est à Mende. Ce dernier est par ailleurs membre d'autres groupements intercommunaux.
Sur le plan administratif, elle est rattachée à l'arrondissement de Mende, à la circonscription administrative de l'État de la Lozère et à la région Occitanie.
Sur le plan électoral, elle dépend du canton de Bourgs sur Colagne pour l'élection des conseillers départementaux, depuis le redécoupage cantonal de 2014 entré en vigueur en 2015, et de la circonscription de la Lozère  pour les élections législatives, depuis le dernier découpage électoral de 2010.

### Liste des maires
| Période | Période  | Identité         | Étiquette | Qualité  |
| ------- | -------- | ---------------- | --------- | -------- |
| 2001    | 2008     | Paul Labeaume    |           |          |
| 2008    | En cours | Francis Bergogne |           | Retraité |

## Démographie
L'évolution du nombre d'habitants est connue à travers les recensements de la population effectués dans la commune depuis 1793. Pour les communes de moins de 10 000 habitants, une enquête de recensement portant sur toute la population est réalisée tous les cinq ans, les populations de référence des années intermédiaires étant quant à elles estimées par interpolation ou extrapolation. Pour la commune, le premier recensement exhaustif entrant dans le cadre du nouveau dispositif a été réalisé en 2008.

En 2022, la commune comptait 791 habitants, en évolution de +5,47 % par rapport à 2016 (Lozère : +0,11 %, France hors Mayotte : +2,11 %).
| 1793  | 1800 | 1806 | 1821 | 1831  | 1836 | 1841  | 1846 | 1851 |
| ----- | ---- | ---- | ---- | ----- | ---- | ----- | ---- | ---- |
| 1 071 | 910  | 941  | 928  | 1 007 | 995  | 1 028 | 903  | 856  |

| 1856 | 1861 | 1866 | 1872 | 1876 | 1881 | 1886 | 1891 | 1896 |
| ---- | ---- | ---- | ---- | ---- | ---- | ---- | ---- | ---- |
| 819  | 835  | 765  | 754  | 761  | 883  | 836  | 806  | 767  |

| 1901 | 1906 | 1911 | 1921 | 1926 | 1931 | 1936 | 1946 | 1954 |
| ---- | ---- | ---- | ---- | ---- | ---- | ---- | ---- | ---- |
| 806  | 752  | 677  | 597  | 604  | 555  | 564  | 505  | 432  |

| 1962 | 1968 | 1975 | 1982 | 1990 | 1999 | 2006 | 2008 | 2013 |
| ---- | ---- | ---- | ---- | ---- | ---- | ---- | ---- | ---- |
| 442  | 399  | 411  | 445  | 557  | 598  | 641  | 653  | 726  |

| 2018 | 2022 | - | - | - | - | - | - | - |
| ---- | ---- | - | - | - | - | - | - | - |
| 751  | 791  | - | - | - | - | - | - | - |

## Économie

### Revenus
En 2018, la commune compte 330 ménages fiscaux, regroupant 798 personnes. La médiane du revenu disponible par unité de consommation est de 21 920 € (20 420 € dans le département).

### Emploi
|                | 2008  | 2013  | 2018  |
| -------------- | ----- | ----- | ----- |
| Commune        | 5 %   | 8,6 % | 6 %   |
| Département    | 5 %   | 6,4 % | 7,1 % |
| France entière | 8,3 % | 10 %  | 10 %  |

En 2018, la population âgée de 15 à 64 ans s'élève à 463 personnes, parmi lesquelles on compte 82,3 % d'actifs (76,2 % ayant un emploi et 6 % de chômeurs) et 17,7 % d'inactifs,. En  2018, le taux de chômage communal (au sens du recensement) des 15-64 ans est inférieur à celui de la France et département, alors qu'en 2008 il était supérieur à celui du département et inférieur à celui de la France.
La commune fait partie de la couronne de l'aire d'attraction de Mende, du fait qu'au moins 15 % des actifs travaillent dans le pôle,. Elle compte 77 emplois en 2018, contre 61 en 2013 et 81 en 2008. Le nombre d'actifs ayant un emploi résidant dans la commune est de 355, soit un indicateur de concentration d'emploi de 21,8 % et un taux d'activité parmi les 15 ans ou plus de 64,9 %.
Sur ces 355 actifs de 15 ans ou plus ayant un emploi, 53 travaillent dans la commune, soit 15 % des habitants. Pour se rendre au travail, 92,1 % des habitants utilisent un véhicule personnel ou de fonction à quatre roues, 0,3 % les transports en commun, 2,5 % s'y rendent en deux-roues, à vélo ou à pied et 5,1 % n'ont pas besoin de transport (travail au domicile).

## Culture locale et patrimoine

### Évènements culturels
Tous les étés depuis 5 ans a lieu un « festival du clown » à Barjac qui met en avant la figure du clown,.

### Lieux et monuments

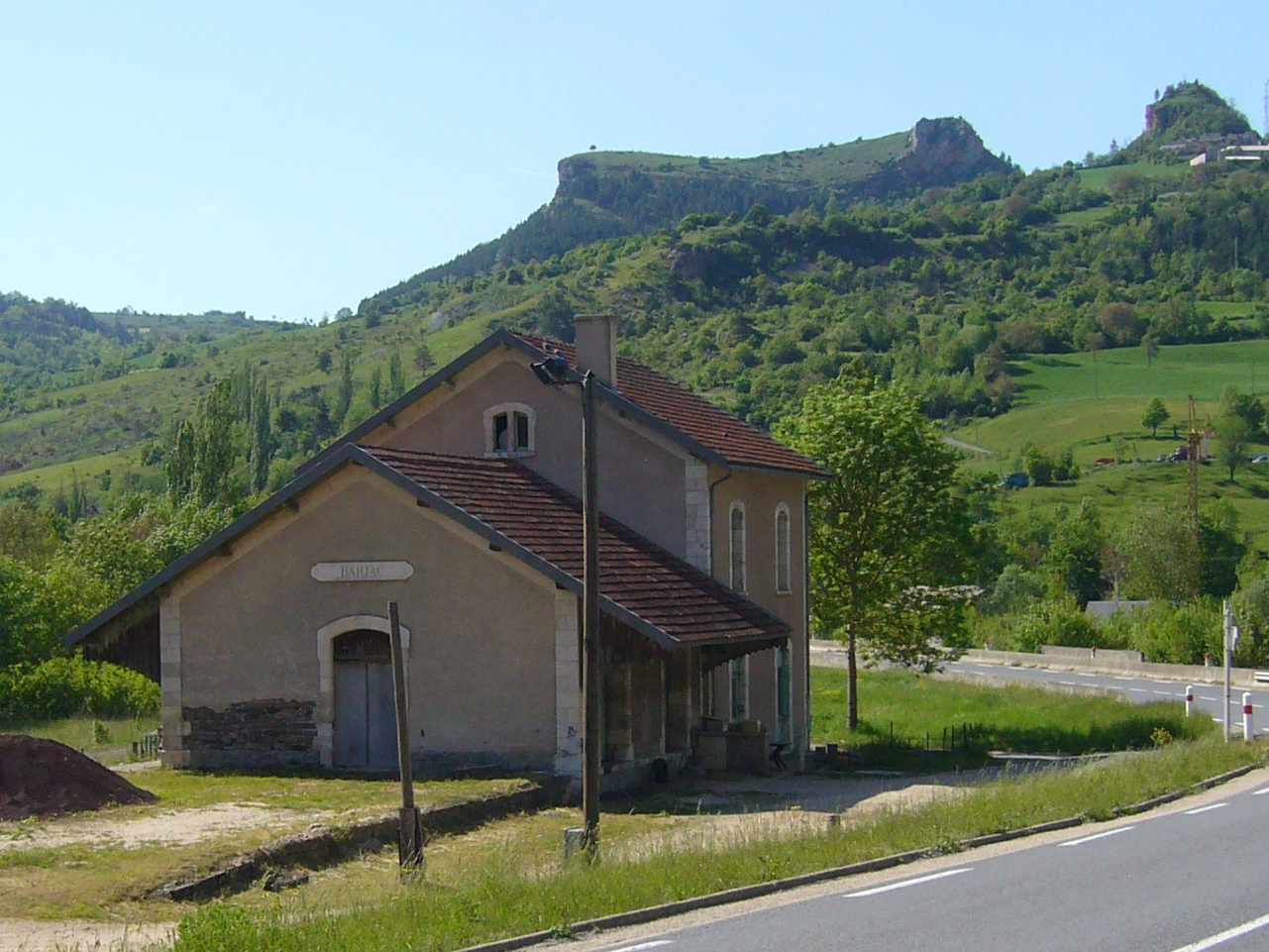
L'ancienne gare de Barjac avec le truc de Cénaret en fond.

- L'ancienne gare de Barjac avec le truc de Cénaret en fond.Sur le Truc de Castel-Viel, qui domine Barjac, s'élevait naguère le premier château des barons de Cénaret, ainsi qu'un deuxième en contrebas. Ils furent démolis en 1597 sur ordre du duc de Ventadour. Les pierres ont servi à édifier les bases du village de Cénaret. Aujourd'hui il ne reste rien des vestiges.
- Statue de Notre-Dame de Cénaret : en juin-juillet 1856, des pluies diluviennes s'abattent sur tout le pays et provoquent des inondations très importantes. Un glissement de terrain important a lieu sur le truc de Cénaret, emportant avec lui le petit hameau de Fouriès. Heureusement aucune victime ne fut à déplorer. À l'initiative de prêtres de la paroisse et avec quelques souscriptions, une statue de la vierge est érigée afin de remercier la Vierge de sa protection[45].
- l'église Saint-Privat et Saint-Vérant, édifice gothique consacré en 1324 par l'évêque de Mende Guillaume Durand. Il est référencé dans la base Mérimée et dans l'Inventaire général Région Occitanie[46]. Cette église gothique est constituée d'un chœur de 6m de large et 8m de profondeur, d'une nef unique voutée en berceau brisé et de quatre chapelles. La chapelle Saint-Vérant comporte des fonts baptismaux en mosaïque.
- l'ancienne gare de Barjac.
- Le château de Recoulettes et son pigeonnier, résidence privée du XIXe siècle érigée sur les bases d'un château du XIVe siècle situé à l'entrée du village de Recoulettes à l'ouest de la commune[47],[29].